# Ланцутски окръг
Ланцутски окръг (на полски: Powiat łańcucki) е окръг в Югоизточна Полша, Подкарпатско войводство. Заема площ от 451,84 км2.
Административен център е град Ланцут.

## География
Окръгът се намира в историческата област Червена Рус. Разположен е в централната част на войводството.

## Население
Населението на окръга възлиза на 79 623 души (2012 г.). Гъстотата е 176 души/км2.

## Административно деление
Административно окръгът е разделен на 7 общини.
Градска община:
- Ланцут

Селски общини:
- Община Бялобжеги
- Община Жолиня
- Община Ланцут
- Община Маркова
- Община Ракшава
- Община Чарна

## Фотогалерия
- Ланцут
- Маркова
- Ракшава